# 24 прелюдии и фуги (Шостакович)
24 прелю́дии и фу́ги соч. 87 — цикл прелюдий и фуг, написанный Дмитрием Шостаковичем в короткий срок — с октября 1950 по март 1951 года.
Шостакович задумал цикл по образу Хорошо темперированного клавира И. С. Баха. Но помимо этого баховского произведения Дм. Шостакович продолжил традиции русской концертной полифонии, в частности, А. Глазунова и С. Танеева.
Толчком к написанию послужила поездка Дмитрия Дмитриевича в Лейпциг на торжества, посвящённые 200-летию со дня смерти Баха, а также в качестве почётного члена жюри международного конкурса пианистов, в котором принимала участие также и первая исполнительница цикла прелюдий и фуг Татьяна Николаева. Шостакович по ходу сочинения цикла приглашал Т. Николаеву для прослушивания каждой только что оконченной прелюдии и фуги в своём исполнении.
Цикл в целом представляет собой драматическое произведение с развёрнутым сюжетом и неповторимостью. Прелюдии и фуги Шостаковича соч. 87 — глубокое произведение высочайшего мастерства и величия. Этим циклом Шостакович сказал новое слово в искусстве полифонии.

## Исполнение и записи цикла
Премьера цикла, исполненная Т. Николаевой, состоялась в Ленинграде 23 декабря 1952 года.
Первая запись цикла, которая в течение длительного времени оставалась единственной, была сделана в январе 1962 года. Повторные записи этого цикла Татьяна Николаева сделала в Москве в 1987 году и в Лондоне в 1990 году.

## Строение цикла
Строение цикла основано на квинтовом круге с параллельными тональностями. Тот же принцип применяется в прелюдиях Шопена.
- Прелюдия и фуга № 1 до мажор
- Прелюдия и фуга № 2 ля минор
- Прелюдия и фуга № 3 соль мажор
- Прелюдия и фуга № 4 ми минор
- Прелюдия и фуга № 5 ре мажор
- Прелюдия и фуга № 6 си минор
- Прелюдия и фуга № 7 ля мажор
- Прелюдия и фуга № 8 фа-диез минор
- Прелюдия и фуга № 9 ми мажор
- Прелюдия и фуга № 10 до-диез минор
- Прелюдия и фуга № 11 си мажор
- Прелюдия и фуга № 12 соль-диез минор
- Прелюдия и фуга № 13 фа-диез мажор
- Прелюдия и фуга № 14 ми-бемоль минор
- Прелюдия и фуга № 15 ре-бемоль мажор
- Прелюдия и фуга № 16 си-бемоль минор
- Прелюдия и фуга № 17 ля-бемоль мажор
- Прелюдия и фуга № 18 фа минор
- Прелюдия и фуга № 19 ми-бемоль мажор
- Прелюдия и фуга № 20 до минор
- Прелюдия и фуга № 21 си-бемоль мажор
- Прелюдия и фуга № 22 соль минор
- Прелюдия и фуга № 23 фа мажор
- Прелюдия и фуга № 24 ре минор